# Przewodnik historyczny Bogusława Wołoszańskiego
Przewodnik historyczny Bogusława Wołoszańskiego – pięcioodcinkowy program telewizyjny dotyczący historii XX wieku, emitowany od 3 stycznia do 31 stycznia 2015 na antenie TVP Historia, którego pomysłodawcą i autorem był Bogusław Wołoszański.

## Odcinki
| Tytuł                 | Tematyka                                                    | Plenery                                            | Premiera         |
| --------------------- | ----------------------------------------------------------- | -------------------------------------------------- | ---------------- |
| Bastion cz. 1         | Historii fortyfikacji polskiego wybrzeża                    | Kołobrzeg, Rogowo Pobierowo                        | 3 stycznia 2015  |
| Bastion cz. 2         | Historii fortyfikacji polskiego wybrzeża                    | Kołobrzeg, Rogowo Pobierowo                        | 10 stycznia 2015 |
| Magazyn śmierci cz. 1 | Magazyny broni jądrowej Armii Radzieckiej na terenie Polski | Rogowo, Dobrowa, Świnoujście, Peenemünde, Warszawa | 17 stycznia 2015 |
| Magazyn śmierci cz. 2 | Magazyny broni jądrowej Armii Radzieckiej na terenie Polski | Rogowo, Dobrowa, Świnoujście, Peenemünde, Warszawa | 24 stycznia 2015 |
| Bóg wojny             | Historia powstania czołgu FT-17                             | Warszawa, Pobierowo                                | 31 stycznia 2015 |